# Saint-Rémy-sur-Avre
 Saint-Rémy-sur-Avre  es una población y comuna francesa, en la región de  Centro, departamento de Eure y Loir, en el distrito de Dreux y cantón de Brezolles.

## Demografía
| 1756 | 1876 | 2524 | 3034 | 3568 | 3553 |
| Para los censos de 1962 a 1999 la población legal corresponde a la población sin duplicidades (Fuente: INSEE [Consultar]) |      |      |      |      |      |